# Right Said Fred
I Right Said Fred sono un gruppo musicale pop britannico, formato nel 1989 dai fratelli Richard e Fred Fairbrass, provenienti da East Grinstead, insieme col loro amico Rob Manzoli; il gruppo prende il proprio nome dal brano Right Said Fred, hit del 1962 di Bernard Cribbins.

## Storia
Nel 1991 il loro singolo d'esordio I'm Too Sexy, pubblicato per la Gut e tratto dal loro album di debutto Up, rimase per sei settimane consecutive alla seconda posizione della classifica dei singoli britannica e arrivò al primo posto della classifica statunitense, ottenendo un enorme successo in tutto il mondo.
La canzone, cantata dal punto di vista di un vanitoso fotomodello, era ispirata al brano del 1974 Dance with the Devil di Cozy Powell, che a sua volta era basata su Third Stone from the Sun di Jimi Hendrix.
Anche i due singoli successivi Don't Talk Just Kiss e Deeply Dippy ebbero un discreto successo nelle classifiche britanniche, così come l'album Up, pubblicato nel 1992. Tuttavia il secondo album Stick It Out, così come il terzo Smashing!, fallirono nel tentativo di attirare nuovamente l'attenzione del pubblico e si rivelarono degli insuccessi commerciali.
Il gruppo quindi spostò il proprio obiettivo dal mercato britannico a quello tedesco, dove il loro album del 2002, Fredhead, ebbe uno straordinario successo, rimanendo in classifica per sei mesi e arrivando a guadagnarsi un disco d'oro, ed entrando in classifica anche in Austria e Svizzera. Il successivo album, Stand Up, bissò il successo di Fredhead, conquistando anche il mercato giapponese.

## Formazione
- Richard Fairbrass (Surrey, 22 settembre 1953) - voce
- Fred Fairbrass (Surrey, 2 novembre 1956) - chitarra
- Rob Manzoli (1954) - chitarra

## Discografia

### Album
- 1992 - Up
- 1993 - Sex & Travel
- 1996 - Smashing!
- 2001 - Fredhead
- 2002 - Stand Up
- 2006 - For Sale
- 2008 - I'm a Celebrity
- 2009 - Hits!
- 2011 - Anal Bum Fun
- 2017 - Exactly!

### Singoli
- 1991 - I'm Too Sexy
- 1991 - Don't Talk Just Kiss
- 1992 - Deeply Dippy
- 1992 - Those Simple Things / Daydream
- 1993 - Stick It Out
- 1993 - Bumped
- 1993 - Hand Up (4 Lovers)
- 1994 - Wonderman
- 2001 - Mojive
- 2001 - You're My Mate
- 2002 - Love Song
- 2002 - Stand Up (For the Champions)
- 2006 - Where Do You Go to My Love?
- 2007 - I'm Too Sexy 2007
- 2008 - I'm a Celebrity
- 2009 - Sexy Burn
- 2009 - Right on the Kisser